# 担子站 (地铁)
担子站，是滁宁城际铁路的一座中间站，位于中国安徽省滁州市南谯区龙蟠大道与紫薇路交叉口，目前暂缓开通。

## 车站结构
本站为路侧高架三层侧式车站（2台2线）。

### 车站楼层
| 地上三层 | 侧式站台     | 侧式站台                                      | 侧式站台 | 侧式站台 |
|          | 一站台       | █ S4号线 南京北站方向（下站：苏滁商务中心）   |          |          |
|          | 二站台       | █ S4号线 滁州高铁站方向（下站：滁州政务中心） |          |          |
|          | 侧式站台     |                                               |          |          |
| 地面     | 站厅及出入口 | 售票机、客服中心、商店、警务室、安检设施      |          |          |

## 历史
- 2021年10月14日，本站承轨层（5-9轴）梁板浇筑完成[1]。
- 2022年3月4日，本站至市政府站（现为“滁州政务中心站”）盾构区间右线顺利始发[2]。
- 2022年5月12日，本站至市政府站（现为“滁州政务中心站”）盾构区间右线顺利贯通[3]。